# Старобабичевский сельсовет
Старобабичевский сельсовет — муниципальное образование в Кармаскалинском районе Башкортостана.
Административный центр — деревня Старобабичево.

## История

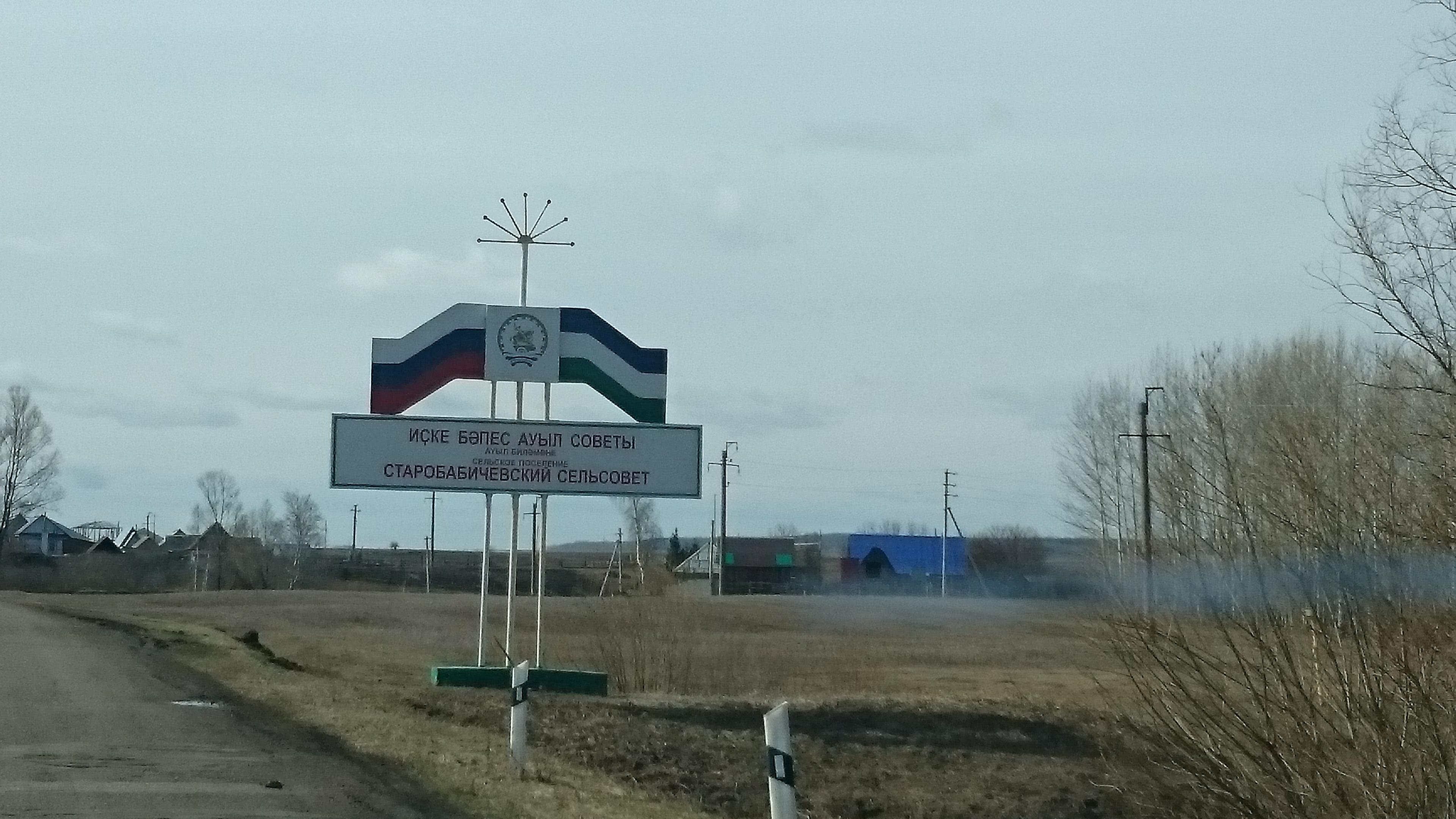
Знак на въезде в Старобабичево

Согласно «Закону о границах, статусе и административных центрах муниципальных образований в Республике Башкортостан» имеет статус сельского поселения.

## Население
| 2002  | 2009  | 2010  | 2012  | 2013  | 2014  | 2015  |
| ----- | ----- | ----- | ----- | ----- | ----- | ----- |
| 1333  | ↘1222 | ↘1158 | ↘1119 | ↘1094 | ↘1051 | ↘1037 |
| 2016  | 2017  | 2018  |       |       |       |       |
| ↘1023 | ↗1034 | ↘1024 |       |       |       |       |

## Состав сельского поселения
| № | Населённый пункт | Тип населённого пункта          | Население |
| - | ---------------- | ------------------------------- | --------- |
| 1 | Старобабичево    | деревня, административный центр | ↘520      |
| 2 | Карламанбаш      | деревня                         | ↘204      |
| 3 | Новобабичево     | деревня                         | ↘163      |
| 4 | Абдуллино        | деревня                         | ↘110      |
| 5 | Новый Куганак    | деревня                         | ↗76       |
| 6 | Новый Бишаул     | деревня                         | ↘73       |
| 7 | Смоленка         | деревня                         | ↗8        |
| 8 | Адвокатовка      | деревня                         | →4        |
| 9 | Липовка          | деревня                         | ↘0        |

## Исполнительная власть
Администрация сельского поселения Старобабичевский сельсовет: Россия, 453021, Башкортостан, Кармаскалинский район, д. Старобабичево, Парковая ул., д. 13.

## Известные уроженцы
- Исангулов, Фарит Ахмадуллович (6 марта 1928 — 20 мая 1983) — башкирский писатель.
- Калганов, Алексей Нестерович (25 марта 1921 — 16 апреля 1990)— командир орудия 282-го гвардейского истребительно-противотанкового артиллерийского полка 3-й гвардейской отдельной истребительно-противотанковой артиллерийской бригады 5-й ударной армии 1-го Белорусского фронта, Герой Советского Союза[14].
- Киньябулатов, Ирек Лутфиевич (15 июля 1938 года — 2 июня 2016) — советский и российский башкирский поэт, заслуженный работник культуры Республики Башкортостан, лауреат литературных премий имени М. Уметбаева, имени М. Гафури, имени З. Биишевой, имени Р. Гарипова, имени С. Чекмарева, имени Ф. Карима, лауреат премии имени Салавата Юлаева.